# Tratado de União

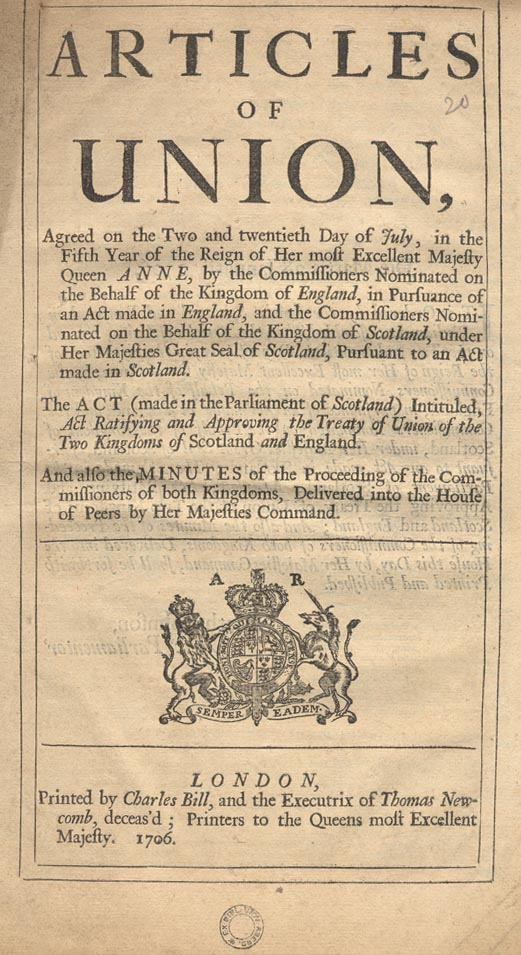
Os artigos publicados da União.

O Tratado de União (em inglês:  Treaty of Union ou Articles of Union) foi o acordo que advinha do Decreto de Estabelecimento de 1701 e da oposição jacobita e que levou à criação do Reino Unido da Grã-Bretanha, a estado unitário de Inglaterra (incluindo País de Gales) e Escócia. Entrou em vigor com o Tratado de União de 1707, em 1 de maio. Os detalhes do Tratado foram acordados em 22 de julho de 1706, levando aos Atos de União sendo aprovado pelos parlamentos distintos de Inglaterra e Escócia.

## Artigos
O Tratado é constituído de 25 artigos:
- Artigo 1: providenciar para que o novo Reino unido seja chamado de Grã-Bretanha, com brasão de armas e bandeira próprios que combinem as cruzes de Santo André e São Jorge.
- Artigo 2: preparar-se para a sucessão da Casa de Hanôver, e para a sucessão protestante, tal como o estabelecido no Decreto de Estabelecimento de 1701.
- Artigo 3: preparar-se para a criação de um, unificado, Parlamento da Grã-Bretanha.
- Artigo 4: assegurar aos súditos da Grã-Bretanha a liberdade de comércio e navegação nos territórios reais e Domínios e Plantations a este pertencentes".
- Artigos 5-15; 17-18: tratados com aspectos de comércio, circulação, impostos, regulamentação, etc., garantir a igualdade de tratamento para todos os súditos britânicos do novo Reino Unido.
- Artigo 19: providenciar a permanência distinta do sistema jurídico escocês.
- Artigo 20: providenciar a proteção dos cargos hereditários, antiguidades, jurisdições hereditárias, cargos vitalícios, e jurisdições vitalícias após a união.
- Artigo 21: providenciar a proteção dos direitos dos burgos reais.
- Artigo 22: providenciar para que a representação da Escócia no Parlamento da Grã-Bretanha seja de 16 Lordes e 45 Comuns.
- Artigo 23: providenciar para que os Pares da Escócia tenham os mesmos direitos que os Pares ingleses, em qualquer julgamento de pares.
- Artigo 24: providenciar a criação de um novo Grande Selo para o Reino da Grã-Bretanha, diferente do Grande Selo da Inglaterra (mas que o este último possa ser utilizado até que o novo seja criado.)
- Artigo 25: providenciar para que todas as leis de cada Reino, que possam não ser compatíveis com os Artigos do Tratado sejam declaradas nulas.